# Cryptotrogus miksici
Cryptotrogus miksici är en skalbaggsart som beskrevs av Rudolph Petrovitz 1965. Cryptotrogus miksici ingår i släktet Cryptotrogus och familjen Melolonthidae. Inga underarter finns listade i Catalogue of Life.